# Haus Balchem

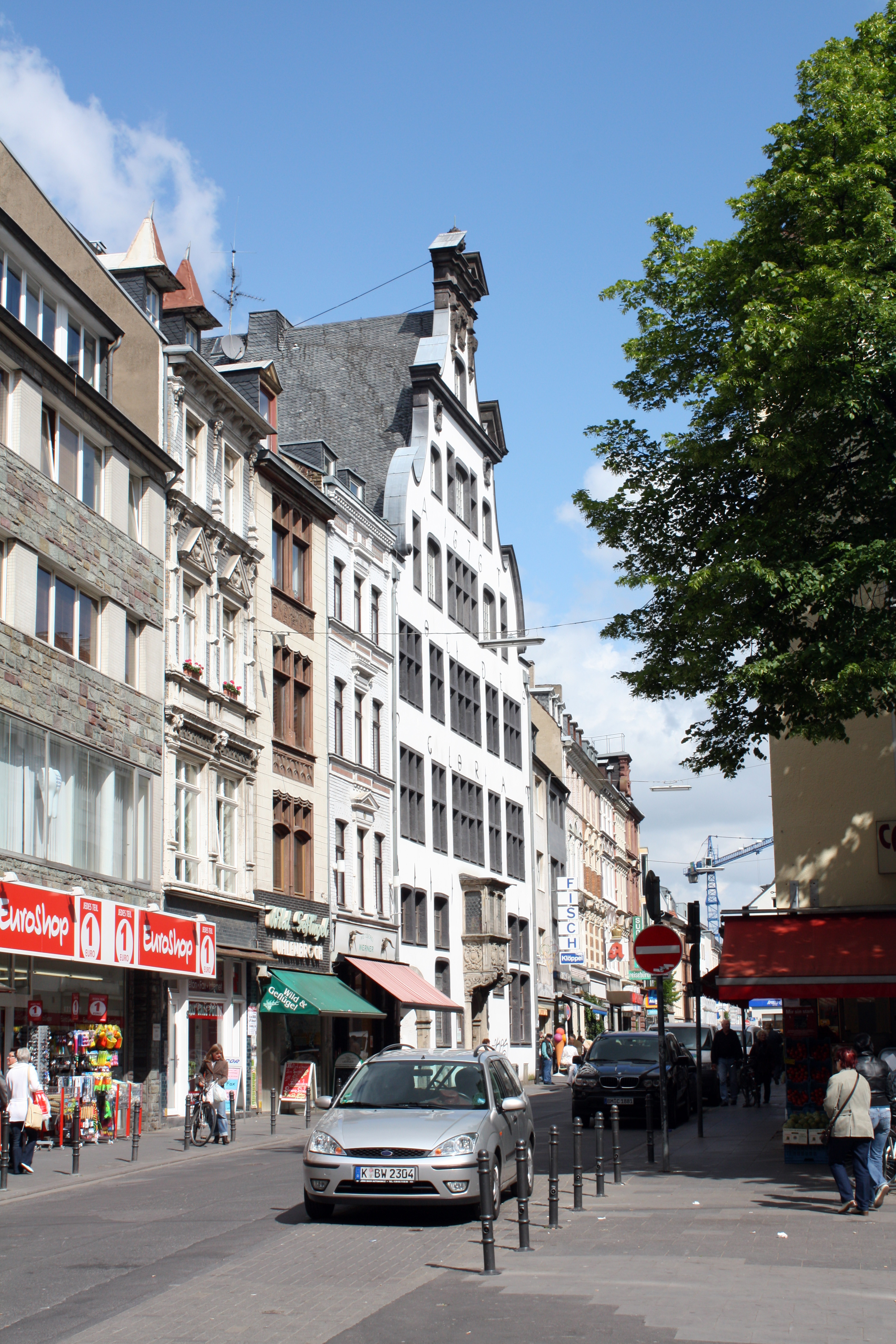
Haus Balchem

Haus Balchem ist ein aus dem Mittelalter stammendes und später barock umgebautes Bürgerhaus in Köln-Altstadt-Süd, Severinstraße 15.
Das in seinem Ursprung im 17. Jahrhundert erbaute Haus wurde während des Zweiten Weltkrieges fast völlig zerstört. Bis auf seine markante, mit einem imposanten Erker verzierte Fassade, seine Sprossenfenster und einen hoch aufragenden, geschwungenen Staffelgiebel handelt es sich um eine Rekonstruktion.

## Entstehungsgeschichte

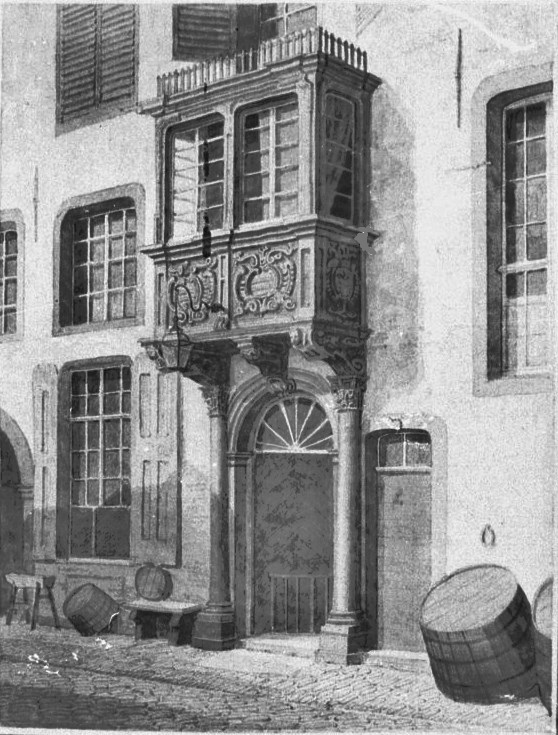
Haus Balchem – Eingang mit Erker (Aquarell von Thomas Cranz/Adolf Wegelin, 1838/1840)

Das Haus Balchem war ursprünglich eine Schmiede, die 1670 von dem Kölner Braumeister und Ratsmitglied Heinrich Deutz gekauft und bis 1676 ausgebaut wurde. Der Legende nach wollte Deutz ein Haus besitzen, von dem aus er bis zum Rhein schauen konnte, um die Handelsschiffe zu beobachten. Mit dem Kauf der bereits zum Kaufzeitpunkt etwa 150 Jahre alten Schmiede gegenüber dem Garten der katholischen Pfarrkirche St. Severin konnte er sich diesen Traum erfüllen. Deutz baute das Haus aufwändig in barockem Stil aus, wobei er den ehemals schlichten Zweckbau mit einer reichverzierten Fassade versah und auch im Innenbereich zahlreiche Umbauten vornahm. Auf dem Maueranker steht die Inschrift „Soli deo gloria“ (Allein Gott zum Ruhme). Es handelte sich um ein Kölner Wohnhaus mit dem typischen eingehängten Zwischengeschoss, der (wiederaufgebaute) über drei Geschosse reichende, dreifach abgesetzte und geschweifte Volutengiebel dominiert die Severinstraße. Der Erker über der Eingangstür ist ein Statussymbol für den Eigentümer, für den er sich eine Sondergenehmigung einholen musste. Die den Erker tragenden korinthischen Säulen rahmen den Haupteingang – ein sehr seltenes Zeugnis des alten Kölner Stadtbildes. Nach dem Abschluss der Arbeiten eröffnete Deutz im Erdgeschoss und Hochparterre die Gaststube „Zum goldenen Bären“ als Treffpunkt für Ratsleute und Zunftmeister. Heinrich Deutz starb 1697, seine Erben führten das Gasthaus unter dem Namen „Deutzer Brauhaus“ weiter.
In der Folgezeit wechselten die Eigentümer des Hauses Balchem häufig, etwa zur Familie Hambloch, Johann Josef Badorff (1783–1794) und Magnus Badorff (-1838), Christian Decker (1838–1859) und schließlich an die namensgebenden Gebrüder Johann Balchem. Seither bestand hier die „Bierbrauerei Balchem“ und die „Kartäuser-Bräu Gebrüder Balchem“ (1884–1921). 1922 entstand durch Vereinigung der Brauereien Balchem, Schmitz und Hubertus die „Kölner Union Brauerei“, 1938 in „Hubertus-Brauerei“ umbenannt. Johann Balchem errichtete im Hinterhof ein modernes Brauhaus und führte die Gaststätte als „Haus Balchem“ weiter. 1935 wurden die bis dahin ausschließlich als Speicher- und Lagerräume genutzten Räume im Obergeschoss zu Wohnungen ausgebaut. Am 24. März 1954 erwarb die Stadt Köln das am 6. April 1944 bis auf die Umfassungsmauern abgebrannte Haus von den Erben Balchem. Am 24. November 1954 beschloss der Rat der Stadt Köln, das Gebäude als Denkmal wiederzuerrichten. Die Stadt hatte das Haus erworben, um die aufwendigen Baumaßnahmen zu ermöglichen. Da exakte Bauaufnahmen fehlten, wurde der Giebel zeichnerisch rekonstruiert und die Fassade fast originalgetreu wieder aufgebaut. Wegen der vollständigen Zerstörung der Innenräume wurden erhaltene Treppen, Fußböden und Türen aus alten Kölner Bürgerhäusern zusammengetragen und im Haus Balchem eingebaut; dadurch gelangten Bauelemente in das Gebäude, die vorher nicht vorhanden waren. Dazu gehört die Wendeltreppe zum Zwischengeschoss, die aus dem 1911 abgerissenen Rinkenhof stammt. Die unteren Etagen wurden im Anschluss verpachtet und erneut als Gaststätte („Zum goldenen Löwen“) genutzt.
Im Juni 1962 hatte die Restaurierung bereits mehr als eine Million DM verschlungen. Eine eingehende Renovierung fand bis 1964 statt, ein weiterer Umbau und eine erneute Renovierung erfolgte 1988. Seit dem 13. Oktober 1975 nutzt die Stadt Haus Balchem als Stadtteilbibliothek der Stadtbibliothek Köln; die Obergeschosse dienten u. a. der Volkshochschule als Veranstaltungsräume. Das Gebäude steht seit dem 1. Juli 1980 unter Denkmalschutz.

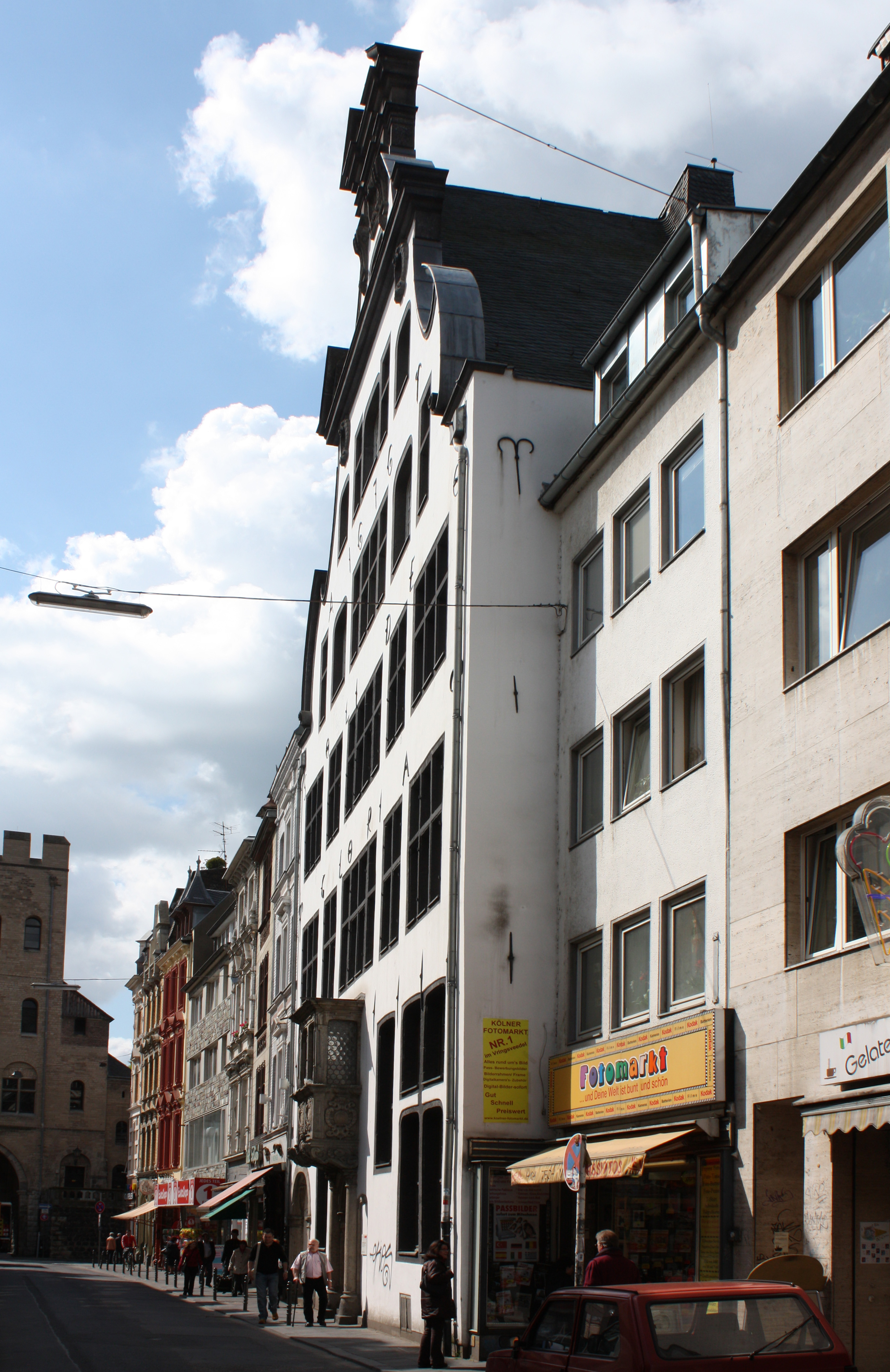
Haus Balchem
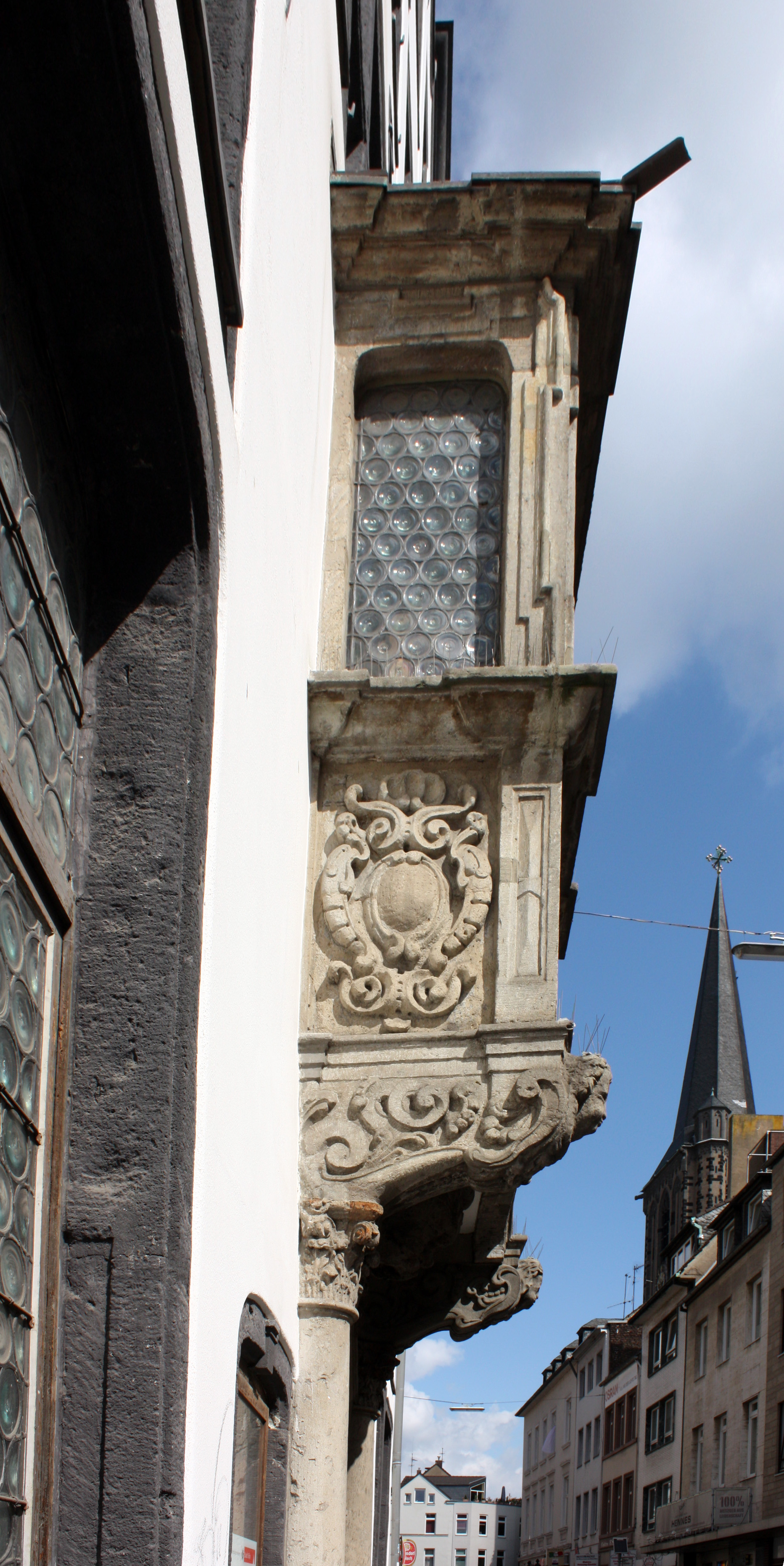
Erker am Haus Balchem
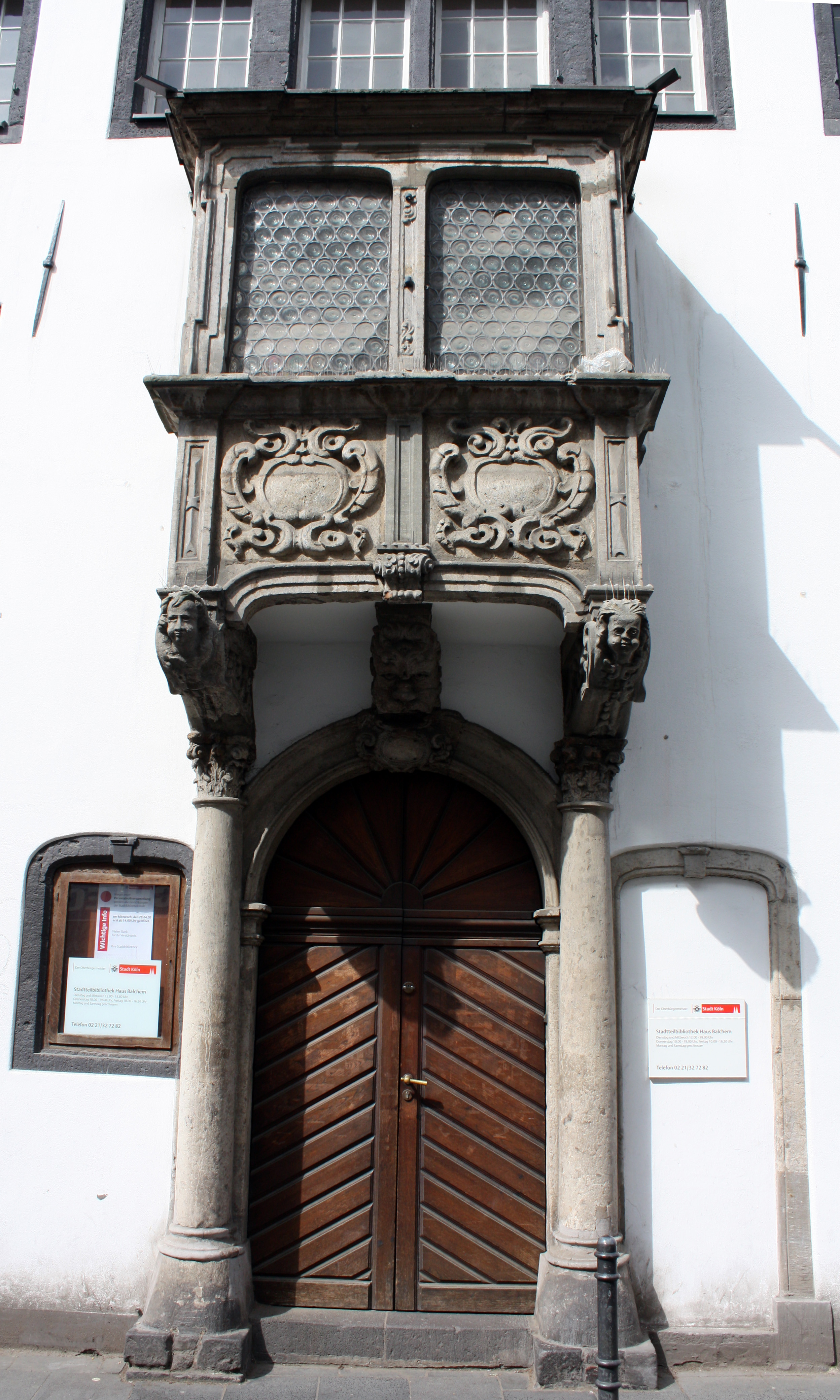
Portal mit Erker
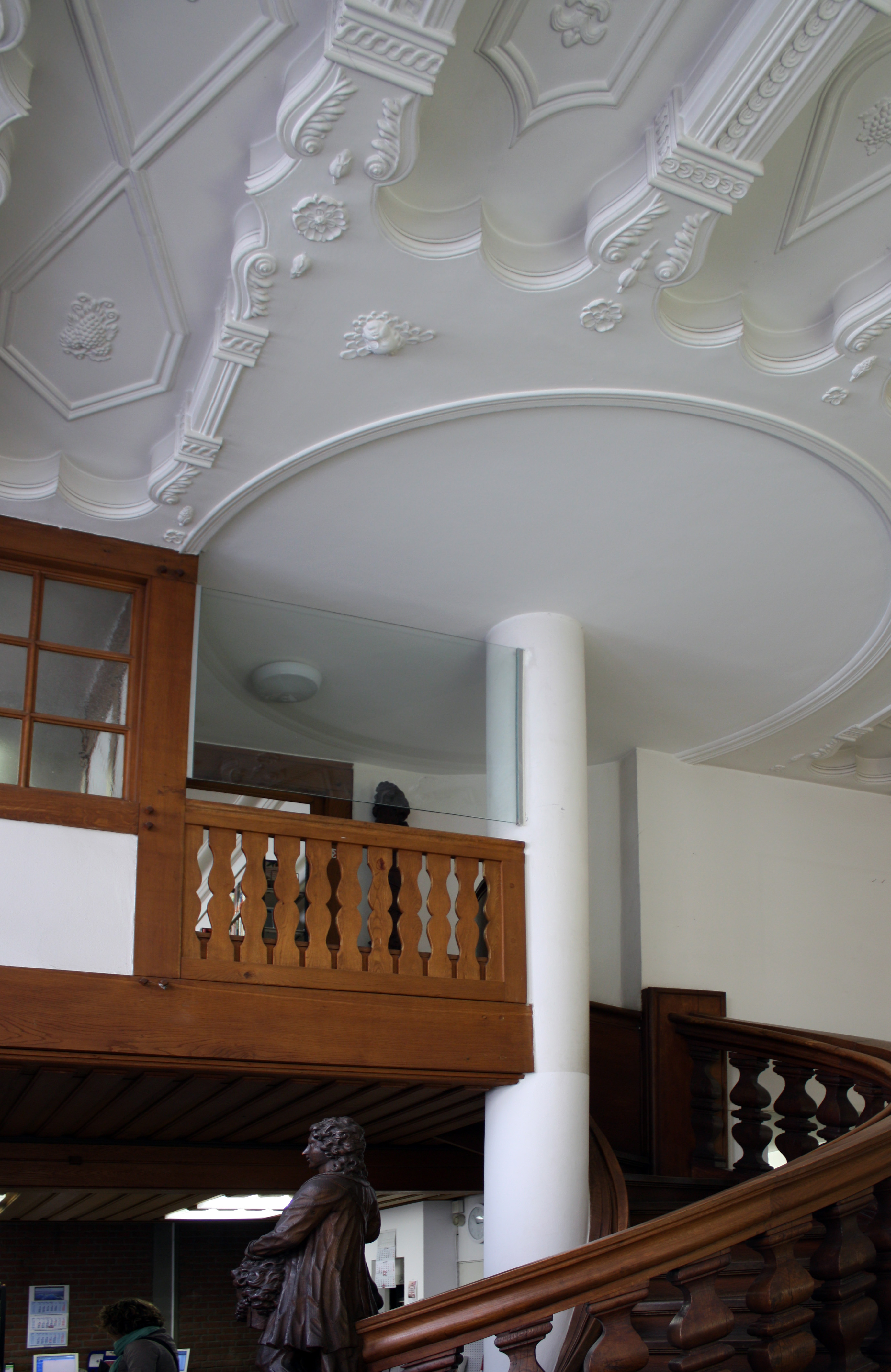
Innenansicht, Kölner Decke Detail

## Heute
Im Rahmen einer umfangreichen Sanierung beschloss die Stadt Köln als Eigentümerin im Dezember 2013, das Gebäude an Privatpersonen als Erbbauberechtigte zu überlassen. Auf einer Grundstücksfläche von 531 m² entstand eine Wohnfläche von 915 m². Bei der originalgetreuen Fassadenrenovierung fiel auf, dass die Gewölbe unter dem Grundstück für drei Häuser vorgesehen waren und Deutz daraus ein Gebäude errichtete. Nur wenige Bürgerhäuser sind in Köln erhalten, darunter befinden sich das „Haus Saaleck“ Am Hof (1461), „Weinkrüger“ am Marsplatz (1550) oder „Zum Seil“ in der Lintgasse (1643). Haus Balchem ist das einzige erhaltene Barockhaus des Severinsviertels, wo es heute im Volksmund „Em Balge“ genannt wird. Es gehört neben Severinstorburg und St. Severin zu den Wahrzeichen des Veedels.
2013–2017 war das Haus Balchem mit der Stadtteilbibliothek für eine Sanierung geschlossen. Die modernisierte Bibliothek erhielt nach seiner Wiedereröffnung im März 2017 einen erneuerten Bestand, ergänzt durch einen MINT-Schwerpunkt (Mathematik, Informatik, Naturwissenschaft und Technik), elektronische Medien wie E-Books und Hörbücher sowie eine technische Ausstattung, die u. a. die eigenhändige Ausleihe und Rückgabe von Medien erlaubt.